# Louise de Cipierre
Louise de Cipierre, död 1585, var en fransk hovfunktionär.
Hon var dotter till Antoine d'Halluin och Louise de Crèvecœur. Hon gifte sig 1556 med Philibert de Marcilly, seigneur de Cipierre. 
Hon var hovdam (Dame eller dame d'honneur) till Katarina av Medici 1564-1578. Hon var Première dame d'honneur till Frankrikes drottning Louise av Lorraine mellan 1583 och 1585. Kungen biföll drottningens önskan att utse den strängt religiösa Fulvie de Randan till tjänsten, men delade på tjänsten och utsåg samtidigt också sin egen kandidat, den mindre religiösa och fashionabla Fulvie de Randan (som dock avled redan 1585). 